# NGC 5707-2
NGC 5707-2 (другие обозначения — MCG 9-24-24, NPM1G +51.0259, PGC 52269) — эллиптическая галактика (E) в созвездии Волопас.
Этот объект не входит в число перечисленных в оригинальной редакции «Нового общего каталога» и был добавлен позднее.